# Joseph Letseka
Joseph Letseka (ur. 28 marca 1953) – lesotyjski lekkoatleta (sprinter), olimpijczyk.
Brał udział w Letnich Igrzyskach Olimpijskich 1980 w Moskwie. Wystąpił w dwóch konkurencjach – w biegu na 100 i 200 m – i w obu odpadł w eliminacjach. W biegu kwalifikacyjnym na 100 m zajął szóste miejsce (z czasem 11,21 s), zaś w analogicznym biegu na 200 m był piąty (22,31 s).
Rekord życiowy w biegu na 200 m – 22,31 (1980).